# Saint-Hilaire (Essonne)
Saint-Hilaire – miejscowość i gmina we Francji, w regionie Île-de-France, w departamencie Essonne.
Według danych na rok 1990 gminę zamieszkiwało 338 osób, a gęstość zaludnienia wynosiła 50 osób/km² (wśród 1287 gmin regionu Île-de-France Saint-Hilaire plasuje się na 901. miejscu pod względem liczby ludności, natomiast pod względem powierzchni na miejscu 565.).